# Ernst Höijer
Ernst Jonas Höijer, född den 8 december 1884, död den 24 mars 1974 i Strängnäs domkyrkoförsamling, var en svensk statistiker.
Höijer blev filosofie doktor 1919 på avhandlingen Undersökning av det större och mindre jordbrukets produktion, var anställd i Statistiska centralbyrån från 1906, och blev byråchef där 1918. Han var Egnahemskommitténs sekreterare 1912–1914, föreståndare för Folkhushållningskommissionens statiska avdelning 1916–1919 samt sakkunnig i Finansdepartementet från 1928. Höijer utgav flera jordbruksstatistiska utredningar, bland annat Utredningar angående de svenska jordbrukets produktion samt saluöverskottet av spannmål (1921), Tabeller till belysande av det svenska jordbrukets utveckling 1871–1919 (1921) samt Sveriges jordbruk (1924).
Ernst Höijer tillhörde en annan släkt än den mest kända med namnet Höijer. Han är begraven på Uppsala gamla kyrkogård.